# Japán elöregedése

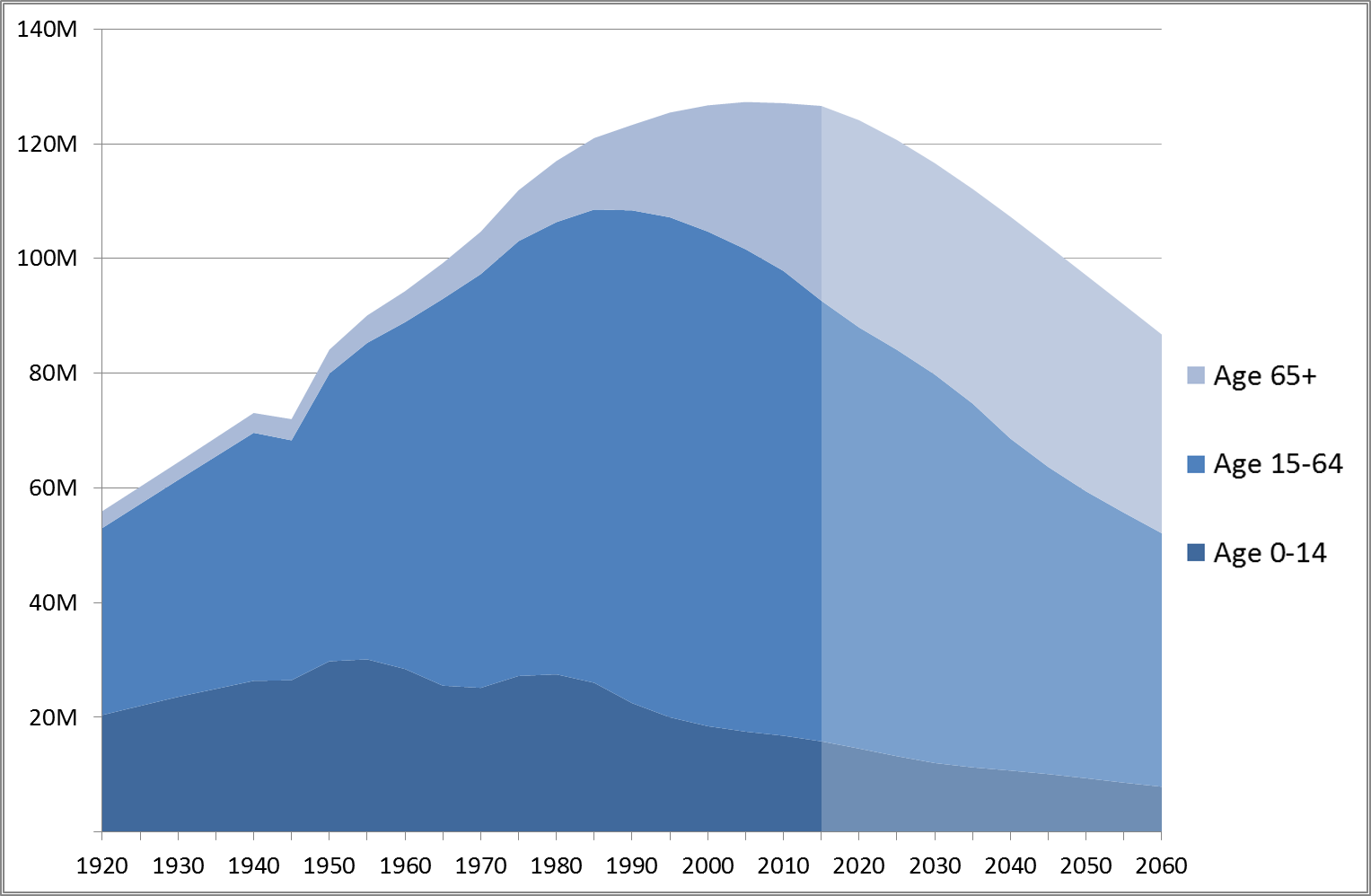
Japán népessége három demográfiai kategóriában (1920-tól 2010-ig, előrejelzésekkel 2060-ig)

A világ országai közül Japánban a legmagasabb az idősek aránya. 2014-es becslések szerint a japán lakosság mintegy 38%-a 60 év feletti, 25,9%-a 65 éves vagy annál idősebb, 12,5%-a pedig 75 éves vagy annál idősebb. 2014-ben a 65 éves vagy annál idősebb emberek Japánban a teljes lakosság negyedét teszik ki, és a becslések szerint 2050-re eléri a lakosság egyharmadát.
A japán társadalom elöregedése, amelyet alacsony termékenységi ráta és a magas várható élettartam jellemez, várhatóan folytatódik. Japánban 1947 és 1949 között a háború utáni baby boom volt, amelyet egy hosszú ideig tartó alacsony termékenységű időszak követett. 2011-től kezdődően ezek a tendenciák Japán népességének csökkenéséhez vezettek. 2014-ben Japán népességét 127 millióra becsülték; ez a szám 2040-re várhatóan 107 millióra (16%), 2050-re pedig 97 millióra (24%) csökken, ha a jelenlegi demográfiai trend folytatódik. Egy nemrégiben készült globális elemzés szerint Japán egyike annak a 23 országnak, ahol 2100-ra a teljes népesség 50%-os vagy annál nagyobb mértékű csökkenése várható. Ezek a tendenciák egyes kutatókat arra késztettek, hogy azt állítsák, Japán "szuper-öregedő" társadalommá alakul át mind a vidéki, mind a városi területeken.
A japán állampolgárok nagyrészt kényelmesnek és modernnek tartják Japánt, és nincs széles körben elterjedt "népesedési válság" érzése. A japán kormány a demográfiai változások által a gazdaságra és a szociális szolgáltatásokra gyakorolt stressz miatti aggodalmakra olyan politikákkal reagált, amelyek célja a termékenységi ráta helyreállítása, valamint az idősek aktívabbá tétele a társadalomban.

## Az öregedés dinamikája

Japán demográfiai átmenete 1888 és 2019 között

A 65 éves vagy idősebb japánok száma negyven év alatt csaknem megnégyszereződött, 2014-ben 33 millióra emelkedett, ami Japán lakosságának 26%-át teszi ki. Ugyanebben az időszakban a gyermekek (14 éves és fiatalabbak) száma az 1975-ös 24,3%-ról 2014-re 12,8%-ra csökkent. 1997-ben az idősek száma meghaladta a gyermekek számát, 2014-ben pedig a felnőtt pelenkák eladása meghaladta a csecsemőknek szánt pelenkákét. A japán társadalom demográfiai összetételének ez a változása, amelyet népesség elöregedésének (kóreikasakai, 高齢化社会), neveznek, rövidebb idő alatt ment végbe, mint bármely más országban.
A jelenlegi termékenységi rátán alapuló népesedési előrejelzések szerint 2060-ra a 65 év feletti egyének a népesség 40%-át fogják kitenni, és a teljes népesség a 2010-es 128 millióról egyharmadával 87 millióra fog csökkenni 2060-ra. A Tóhoku Egyetem közgazdászai létrehozták a nemzeti kihalás visszaszámlálását, amely szerint Japánban 4205-ben már csak egy gyermek fog élni. Ezek az előrejelzések arra késztették Abe Sinzó miniszterelnököt, hogy a népességcsökkenés küszöbértékét 100 millióban határozza meg.

## Okok

Japán születési és halálozási rátája 1950 óta. Az 1966-os csökkenés annak köszönhető, hogy ez az év hinoe uma (a japán zodiákusban rossznak tekintett év)

A japán népesség elöregedése a világ egyik legalacsonyabb termékenységi rátájának és a legmagasabb várható élettartamnak az eredménye.

### A magas várható élettartam
Japán várható élettartama 2016-ban 85 év volt, 81,7 év a férfiaknál és 88,5 év a nőknél. Ahogy Japán teljes népessége csökken az alacsony termékenységi arányok miatt, úgy nő az idősek aránya.
A születéskor várható élettartam gyorsan nőtt a második világháború végétől, amikor a nőknél 54, a férfiaknál 50 év volt az átlag, és a 65 éves és idősebb népesség aránya az 1950-es évektől folyamatosan nőtt. A várható élettartam növekedése az 1980-as évekig a halálozási ráta csökkenését jelentette, de a halálozási arány ismét emelkedett, 2013-ban 1000 főre vetítve 10,1 volt, ami 1950 óta a legmagasabb érték.
Az olyan tényezők, mint a jobb táplálkozás, a fejlett orvosi és farmakológiai technológiák, valamint a jobb életkörülmények mind hozzájárultak az átlagosnál hosszabb várható élettartamhoz. Emellett a II. világháborút követő béke és jólét szerves részét képezte a háború utáni Japán hatalmas gazdasági növekedésének, ami szintén hozzájárult a lakosság hosszú élettartamához. Az egészségügyi kiadások aránya is drámaian megnőtt, mivel Japán idősebb lakossága több időt tölt kórházakban és orvosokat látogat. 2011-ben egy adott napon a 75-79 évesek 2,9%-a volt kórházban, és 13,4%-a járt orvosnál.

### Alacsony termékenységi ráta

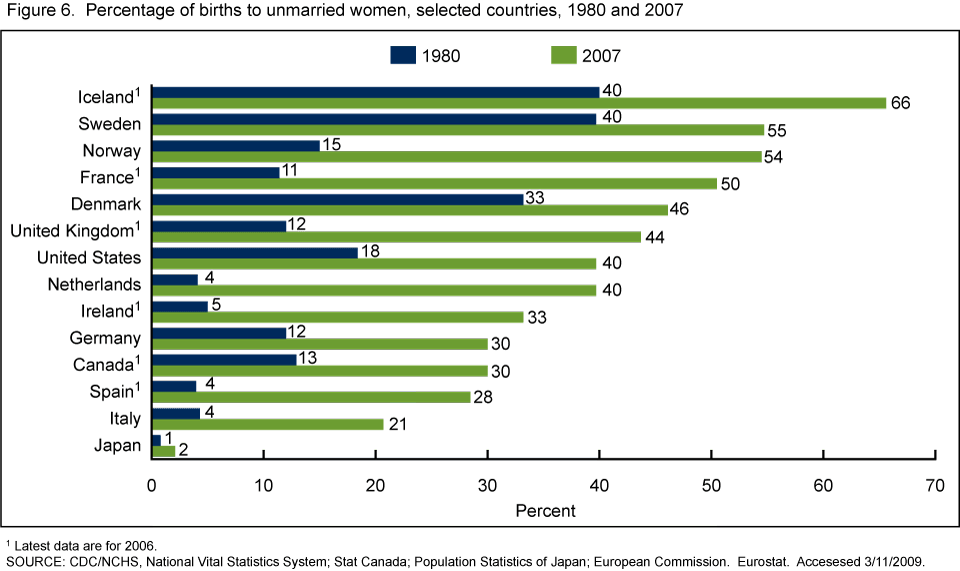
A nem házas nők által születettek aránya kiválasztott országokban, 1980 és 2007. Amint az ábrán látható, Japán nem követte a házasságon kívül született gyermekek tekintetében ugyanolyan mértékben a nyugati országok trendjét.

Japán teljes termékenységi rátája (vagy TFR, az egy nőtől életében született gyermekek száma) 1974 óta a 2,1-es, a népesség középtávú fennmaradását biztosító küszöbérték alatt maradt, és 2005-ben történelmi mélypontra, 1,26-ra esett. Szakértők szerint az enyhe fellendülés jelei inkább a "tempóhatás" lejártát tükrözik, mivel a termékenységi ráta alkalmazkodik a gyermekek időzítésében és számában bekövetkező jelentős változáshoz, mint bármilyen pozitív változás. A TFR 2016-ban 1,41 gyermek volt egy nőre vetítve.

### Gazdaság és kultúra
A 20. század végén a gyermekvállalás csökkenéséhez számos gazdasági és kulturális tényező járult hozzá: a későbbi és kevesebb házasságkötés, a magasabb iskolázottság, az urbanizáció, a nukleáris családi háztartások (a nagycsalád helyett) növekedése, a munka és a magánélet rossz egyensúlya, a nők fokozott részvétele a munkaerőpiacon, a bérek és az élethosszig tartó foglalkoztatás csökkenése, valamint a nemek közötti nagy bérszakadék, a kis életterek és a gyermeknevelés magas költségei.
Sok fiatal a rendszeres munka hiánya miatt gazdasági bizonytalansággal küzd. A japán munkaerőnek mintegy 40 százaléka nem rendszeres munkavállaló, beleértve ebbe a részmunkaidős és ideiglenes munkavállalókat is. A munkaügyi minisztérium adatai szerint a nem rendszeres munkavállalók havi szinten a hasonló munkát végző rendszeres munkavállalókhoz képest mintegy 53 százalékkal kevesebbet keresnek. Az ebbe a csoportba tartozó fiatal férfiak kisebb valószínűséggel fontolgatják a házasságot, vagy kevésbé valószínű, hogy házasok lesznek. Sok japán fiatal arról is beszámolt, hogy a túlhajszoltság miatti fáradtság gátolja a romantikus kapcsolatokra való törekvés motivációját.
Bár a legtöbb házaspárnak két vagy több gyermeke van, egyre több fiatal halogatja vagy teljesen elutasítja a házasságot és a szülőséget. A konzervatív nemi szerepek gyakran azt jelentik, hogy a nőknek inkább otthon kell maradniuk a gyerekekkel, mintsem dolgozniuk. 1980 és 2010 között a lakosság 22%-áról közel 30%-ra nőtt a soha nem házasodók aránya, még a népesség folyamatos öregedése mellett is, és 2035-re minden negyedik férfi nem fog megházasodni a legjobb szülői évei alatt. Jamada Maszahiro japán szociológus a parazita szinglik (パラサイトシングル, paraszaito singuru) kifejezést alkotta meg a 20-as és 30-as éveik végén járó, hajadon nőkre, akik továbbra is a szüleikkel élnek.
A 2022. június 14-én közzétett kormányzati felmérés eredményei szerint a 30-as éveikben járó szinglik közül 4-ből 1 nem kíván megházasodni. Az okok a szabadság elvesztése, az anyagi terhek és a házimunka. 2021-ben a házasságkötések száma 514 ezerre csökkent. 2021-ben a családok diverzifikálódnak, mint például a nem házasok, az élettársak és az elváltak. 2021-ben a 30-as éveikben járó férfiak és nők mindössze 46,4%-a reméli, hogy megházasodik, míg a férfiak 26,5%-a és a nők 25,4%-a inkább egyedülálló szeretne maradni. A még soha nem házasodottak körében: több nő mondta, hogy nem akarja vállalni a házimunka, a gyermekgondozás és az ápolás terhét. Több férfi mondta, hogy a pénzügyi és munkahelyi bizonytalanság az oka annak, hogy elzárkózik a házasságtól. Több nő, mint férfi nem akarja megváltoztatni a vezetéknevét.

### Szüzességi és önmegtartóztatási arányok
2015-ben 10-ből 1 30 év körüli japán felnőtt arról számolt be, hogy nem volt heteroszexuális szexuális élménye. Még akkor is, ha a kutatók becsléseket végeztek, hogy figyelembe vegyék azokat az embereket, akik nem számoltak be heteroszexuális közösülésről, de lehet, hogy volt azonos nemű közösülésük, a 30 és 39 év közötti emberek körülbelül 5 százaléka, vagyis minden 20. emberből egy még mindig nem rendelkezik szexuális tapasztalattal. 2015-ben a 18 és 39 év közötti nők körében a szexuális tapasztalattal nem rendelkezők aránya 24,6 százalék volt, ami az 1992-es 21,7 százalékos arányhoz képest növekedést jelent. Hasonlóképpen, a szexuális tapasztalattal nem rendelkező 18-39 éves férfiak aránya 2015-ben 25,8% volt, ami az 1992-es 20%-hoz képest növekedést jelent. A stabil munkahellyel és magas jövedelemmel rendelkező férfiak nagyobb valószínűséggel szexeltek, míg az alacsony jövedelmű férfiaknál 10-20-szor nagyobb volt a valószínűsége annak, hogy nem volt szexuális tapasztalatuk. Ezzel szemben az alacsonyabb jövedelemmel rendelkező nők nagyobb valószínűséggel éltek át közösülést. A munkanélküli férfiak nyolcszor nagyobb valószínűséggel voltak szüzek, a részmunkaidőben vagy ideiglenesen foglalkoztatott férfiaknál pedig négyszer nagyobb volt a szüzességi arány. Ez azt jelenti, hogy a pénz és a társadalmi státusz fontos a férfiak számára a randizás során.
Egy 2010-es felmérés szerint a 20-as éveikben járó egyedülálló japán férfiak 61%-a, a 30-as éveikben járó egyedülálló japán férfiak 70%-a "növényevő férfinak" (Szósoku dansi) nevezi magát, ami azt jelenti, hogy nem érdekli őket a házasság vagy a barátnő.
A japán kabinetiroda 2022-es felmérése szerint a 20-as éveikben járó, nőtlen japán férfiak kb. 40%-a még soha nem randevúzott egyetlen alkalommal sem. Ehhez képest a fiatal felnőtt nők 25%-a mondta, hogy soha nem randevúzott. A házas férfiak és nők 5%-ának nem volt randipartnere, és valószínűleg konkacut (a kekkon kacudó, azaz házasságkeresés rövidítése, a munkakereséshez hasonló stratégiák és események sorozata) használtak a házastárs megtalálására.

## Hatások

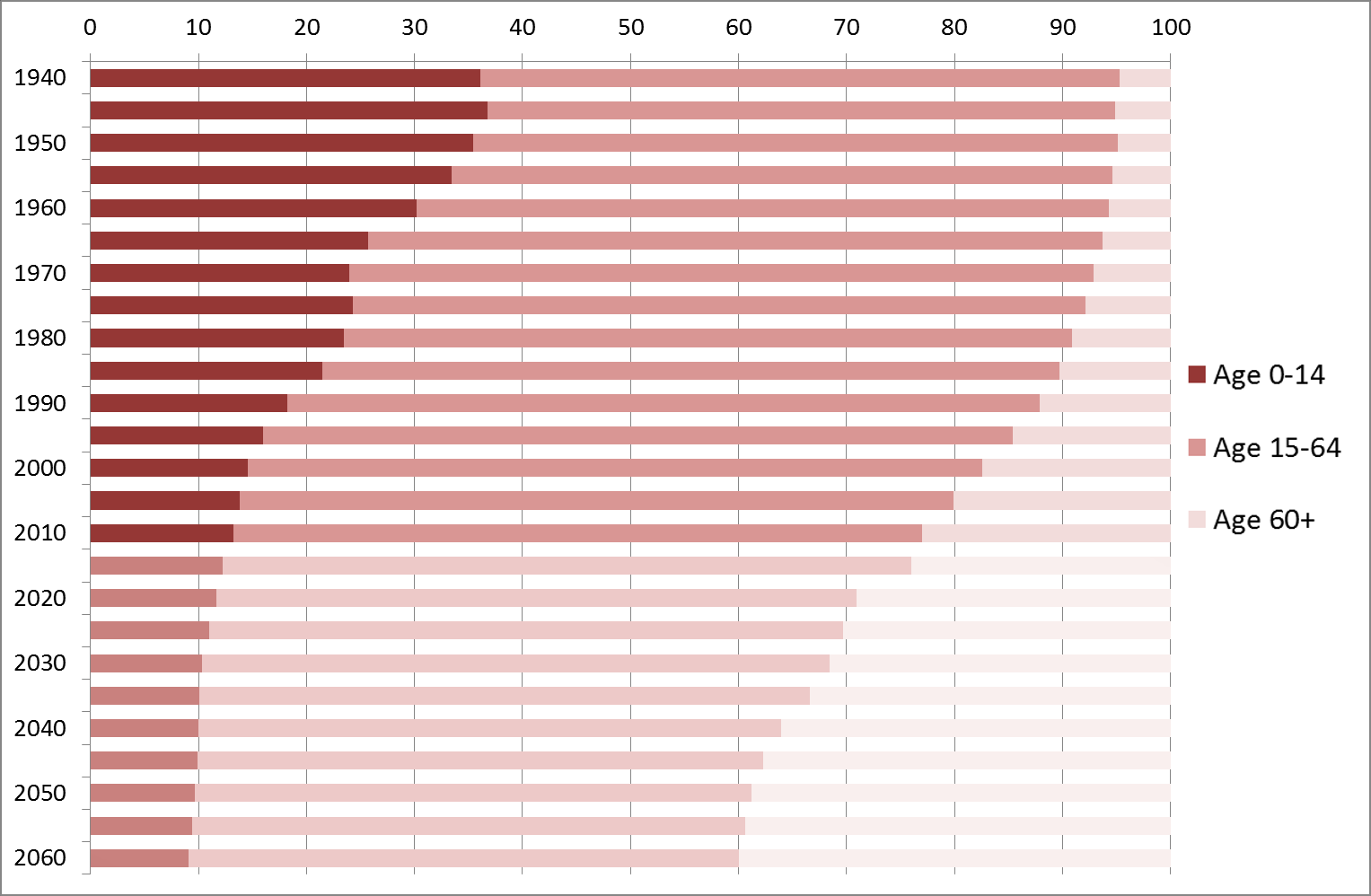
Japán demográfiai korösszetétele 1940 és 2010 között, 2060-ig tartó előrejelzésekkel

A demográfiai trendek megváltoztatják a generációkon belüli és a generációk közötti kapcsolatokat, új kormányzati feladatokat teremtenek, és a japán társadalmi élet számos aspektusát megváltoztatják. A munkaképes korú népesség elöregedése és csökkenése aggodalmakat váltott ki a nemzet munkaerejének jövőjével, a potenciális gazdasági növekedéssel, valamint a nemzeti nyugdíj- és egészségügyi szolgáltatások fizetőképességével kapcsolatban.

### Társadalmi
A kisebb népesség élhetőbbé teheti az ország zsúfolt nagyvárosi területeit, és a gazdasági teljesítmény stagnálása még mindig előnyös lehet a zsugorodó munkaerő számára. Az alacsony születési ráta és a magas várható élettartam azonban a szokásos népességpiramist is megfordította, így a fiatalok szűkülő bázisának kell ellátnia és gondoznia a megduzzadt idősebb korosztályt, még akkor is, ha ők maguk is megpróbálnak családot alapítani. 2014-ben az időskorúak eltartottsági aránya (a 65 év felettiek és a 15-65 évesek aránya, ami az eltartott idős népesség és a munkaképes korúak arányát jelzi) 40% volt, ami azt jelenti, hogy minden öt dolgozóra két idős eltartott jutott. 2036-ra ez a szám várhatóan 60%-ra, 2060-ra pedig közel 80%-ra emelkedik.
Az idős japánok hagyományosan felnőtt gyermekeik gondozására ajánlják magukat, és a kormányzati politika még mindig ösztönzi a szanszedai kazoku (三世代家族, "háromgenerációs háztartások") létrehozását, ahol egy házaspár gondoskodik a gyermekekről és a szülőkről is. 2015-ben 177 600 15 és 29 év közötti ember gondoskodott közvetlenül egy idősebb családtagról. 2015-ben azonban a fiatalok Japán nagyvárosaiba történő elvándorlása, a nők belépése a munkaerőpiacra, valamint a fiatal és idős eltartottak ellátásának növekvő költségei új megoldásokat tettek szükségessé, beleértve az idősotthonokat, a felnőtt napközi otthonokat és az otthoni egészségügyi programokat.. 2015-ben Japán évente 400 általános és középiskolát zár be, és néhányat közülük idősek gondozóközpontjává alakít át. A fiatalok elvándorlása Japán nagyvárosaiba, a nők belépése a munkaerőpiacra, valamint a fiatal és idős eltartottak ellátásának növekvő költségei azonban új megoldásokat tettek szükségessé, beleértve az idősotthonokat, a felnőtt napközi otthonokat és az otthoni egészségügyi programokat.
Japánban vannak olyan speciális ápolási otthonok, amelyek több mint 30 lakónak nyújtanak szolgáltatást és segítséget. 2008-ban feljegyezték, hogy körülbelül 6000 speciális ápolási otthon állt rendelkezésre, amelyek 420 000 japán idős embert gondoztak. Mivel Japánban sok ápolási otthon van, nagy az igény több ápolóra. Japánban a családi gondozókat részesítik előnyben fő gondozóként, mert jobb támogatási rendszert jelent, ha az idős ember rokonságban áll a gondozójával. Ezért lehetséges, hogy a japán idős emberek kevés segítséggel is el tudják végezni a mindennapi életvitelüket (ADL), és tovább élnek, ha a gondozójuk családi gondozó.
Sok idős ember él egyedül és elszigetelten, és minden évben több ezer haláleset marad észrevétlenül napokig vagy akár hetekig, ami a kodoku-si (孤独死, "magányos halál") néven ismert modern jelenség.
Az idősebb japán lakosság rendelkezésre álló jövedelme megnövelte a kozmetikai és regeneratív gyógyászati kutatásokban az orvosbiológiai technológiák területén folytatott üzleti tevékenységet.

### Politikai
A tokiói agglomeráció gyakorlatilag az egyetlen olyan település Japánban, ahol a népességnövekedés főként az ország más részeiből történő belső migrációnak köszönhető. 2005 és 2010 között Japán 47 prefektúrájából 36 5%-kal zsugorodott, és számos vidéki és külvárosi terület az elhagyott házak járványszerű terjedésével küzd (Japán-szerte 8 millió). Maszuda Hiroja, volt belügyi és kommunikációs miniszter, aki a Japan Policy Council nevű magán agytröszt vezetője, úgy becsülte, hogy 2040-ig Japánban a települések mintegy fele eltűnhet, mivel a fiatalok, különösen a fiatal nők, a vidéki területekről Tokióba, Oszakába és Nagojába költöznek, ahol már most is Japán lakosságának mintegy fele koncentrálódik. A kormány regionális revitalizációs munkacsoportot hoz létre, és a regionális központvárosok, különösen Szapporo, Szendai, Hirosima és Fukuoka fejlesztésére összpontosít.
A belső migráció és a népességfogyás súlyos regionális egyenlőtlenséget hozott létre a választási erőben, ahol egy-egy szavazat súlya attól függ, hogy hol adták le. Egyes elnéptelenedett kerületek egy szavazóra vetítve háromszor annyi képviselőt küldenek a nemzeti parlamentbe, mint növekvő városi társaik. 2014-ben a Japán Legfelsőbb Bíróság kimondta, hogy a szavazati erőben mutatkozó egyenlőtlenségek sértik az alkotmányt, de a kormányzó Liberális Demokrata Párt, amely a vidéki és idősebb szavazókra támaszkodik, lassan tette meg a szükséges intézkedéseket.
Az idősek növekvő aránya jelentős hatással van a kormányzati kiadásokra és politikákra. Az 1970-es évek elején az állami nyugdíjak, az egészségügyi ellátás és az időseknek nyújtott jóléti szolgáltatások költségei Japán nemzeti jövedelmének mindössze 6%-át tették ki. 1992-ben a nemzeti költségvetésnek ez a része 18%-a volt, és 2025-re várhatóan a nemzeti jövedelem 28%-át fogják szociális jólétre költeni. Mivel a krónikus betegségek előfordulása az életkor előrehaladtával nő, az egészségügyi és nyugdíjrendszerek várhatóan komoly terheknek lesznek kitéve. Az 1980-as évek közepén a kormány elkezdte újraértékelni a kormányzati és a magánszektor relatív terheit az egészségügyben és a nyugdíjakban, és olyan politikákat hozott létre, amelyekkel kordában lehet tartani a kormányzati költségeket ezekben a programokban.
Az idősebb, inflációkerülő szavazók nagy aránya szintén akadályozhatja a magasabb inflációra való törekvés politikai vonzerejét, összhangban azzal a bizonyítékkal, hogy az elöregedés alacsonyabb inflációhoz vezethet. Az idősek számának növekedésével és a fiatalok számának csökkenésével 2065-re a népesség 38%-a 65 éves vagy annál idősebb lesz. Ebből az a következtetés vonható le, hogy az alacsony termékenységi ráta és az öregedő népesség miatt Japánban a legmagasabb az államadósság a világon. Japán kormánya az adóbevételeinek csaknem felét arra költötte, hogy megpróbálja behajtani az adósságát. Az IMF szerint Japánnak a GDP-hez viszonyított adósságállománya 246,14 százalékos, ezzel a legmagasabb államadóssággal rendelkezik.

### Gazdasági
A munkaképes korúak számának csökkenése a gazdaság zsugorodásához vezethet, ha a munkatermelékenység nem növekszik gyorsabban, mint Japán csökkenő munkaerő-állománya. A OECD becslése szerint a hasonló munkaerőhiány Ausztria, Németország, Görögország, Olaszország, Spanyolország és Svédország gazdasági növekedését az Európai Uniónak évi 0,4 százalékponttal csökkenti 2000 és 2025 között, majd a hiány 0,9 százalékpontos növekedési veszteséget okoz az EU-nak. Japánban a munkaerőhiány 2025-ig évente 0,7 százalékponttal csökkenti a növekedést, majd ezt követően Japánban is 0,9 százalékpontos növekedési veszteséget okoz.

## Összehasonlítások más országokkal
Japán lakossága gyorsabban öregszik, mint bármely más ország a Földön. A 65 éves vagy annál idősebbek száma 24 év alatt nagyjából megduplázódott, az 1970-es 7,1%-ról 1994-re 14,1%-ra emelkedett. Ugyanez a növekedés Olaszországban 61 év, Svédországban 85 év, Franciaországban pedig 115 év alatt ment végbe. A nők várható élettartama Japánban 87 év, öt évvel több, mint az Amerikai Egyesült Államokban. A férfiak várható élettartama Japánban 81 év, ami négy évvel haladta meg az Egyesült Államok várható élettartamát.  Japánban több százéves van, mint bármely más országban (2014-ben 58 820, azaz 100 000 lakosra 42,76). A világ százéveseinek majdnem minden ötödik embere Japánban él, és 87%-uk nő.
Japánnal ellentétben a nyitottabb bevándorlási politika lehetővé tette Ausztráliának, Kanadának és az Amerikai Egyesült Államoknak, hogy az alacsony termékenységi ráta ellenére növeljék a munkaerő-állományukat. A bevándorlás bővítését a japán politikai vezetők és a lakosság gyakran elutasítják, mint a népességfogyás megoldását. Az okok között szerepel a külföldi bűnözéstől való félelem és a kulturális hagyományok megőrzésének vágya.

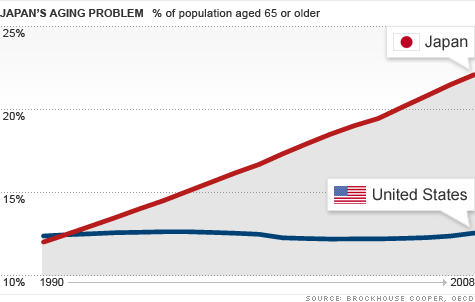
Összehasonlítás az Egyesült Államokkal (idősek aránya)

Történelmileg az európai országoknak volt arányaiban a legnagyobb idős népessége, mivel korábban váltak fejlett nemzetté, és tapasztalták a termékenységi ráta ezt követő csökkenését, de sok ázsiai és latin-amerikai ország gyorsan felzárkózik. 2015-ben a 25 legidősebb országból 22 Európában volt megtalálható, de Japán jelenleg a világ legidősebb országa, és gyorsan öregedő népessége olyan tendenciát mutat, amelyet várhatóan Ázsia más részei, például Dél-Korea, Hongkong és Tajvan is követni fognak 2050-re. 2050-ben a közelmúltban fejlett nemzetek továbbra is javuló egészségügyi ellátást és alacsonyabb termékenységi rátát tapasztalnak, így az idős népesség növekedése tovább fog nőni. 1970 és 1975 között csak 19 országban volt olyan termékenységi arányszám, amely a pótlást szolgáló termékenység alattinak tekinthető, és nem volt olyan ország, ahol a termékenység rendkívül alacsony volt (<1,3 gyermek); 2000 és 2005 között azonban 65 országban volt pótlást szolgáló termékenység alatti termékenység, és 17 országban rendkívül alacsony termékenység.
Bár világszerte megfigyelhető az alacsonyabb termékenység és a hosszabb várható élettartam tendenciája, ez először a fejlettebb országokban figyelhető meg, és gyorsabban jelentkezik a fejlődő vagy a közelmúltban fejlett országokban. Különösen Japán idős népességének egyik legmegdöbbentőbb aspektusa, hogy egyszerre gyorsan növekszik és az egyik legmagasabb várható élettartammal rendelkezik, ami nagyobb és idősebb idős népességnek felel meg. Az Egészségügyi Világszervezet szerint a japánok más országokhoz képest 75 évet is képesek fogyatékosság nélkül és teljesen egészségesen élni. Emellett az amerikai nők általában körülbelül 81 évig, az amerikai férfiak pedig 76 évig élnek, Japánhoz képest azonban a nők körülbelül 87 évig, a férfiak pedig 80 évig élnek. Vannak olyan demográfiai adatok, amelyek azt mutatják, hogy Japán egy idősebb és gyorsabban öregedő társadalom, mint az Egyesült Államok. Japán emellett sokkal gyorsabban elérte az öregedési állapotot, mint más fejlett országok, és a fejlett országok közül náluk a legmagasabb a várható élettartam. Náluk a legmagasabb az idősek aránya is, valamint náluk a legmagasabb a népességfogyás a fejlett országok közül.
Japán a világ élvonalába tartozik az öregedő demográfiai viszonyok tekintetében, de Kelet-Ázsia többi országa is hasonló tendenciát követ. Dél-Koreában, ahol a termékenységi ráta a világon a legalacsonyabb (2022-től 0,81), a népesség várhatóan 2030-ban tetőzik. 2030-ban a kisebb államok közül Szingapúr és Tajvan is küzd a termékenységi ráta rekordalacsonyról való növeléséért és az öregedő népesség kezeléséért. Kína termékenységi rátája alacsonyabb, mint Japáné, és gyorsabban öregszik, mint szinte minden más ország a modern történelem során. A világ idős (65 éves és idősebb) lakosságának több mint egyharmada Kelet-Ázsiában és a csendes-óceáni térségben él, és az elsőként Japánban felmerült gazdasági aggodalmak közül sok kivetíthető a régió többi részére is. India lakossága pontosan úgy öregszik, mint Japáné, de 50 éves késéssel. India és Japán 1950 és 2015 közötti népességének tanulmányozása, kombinálva a 2016 és 2100 közötti évekre vonatkozó mediánváltozatos népességbecslésekkel, azt mutatja, hogy India 50 évvel Japán mögött van az öregedési folyamatban.